# Savski Marof

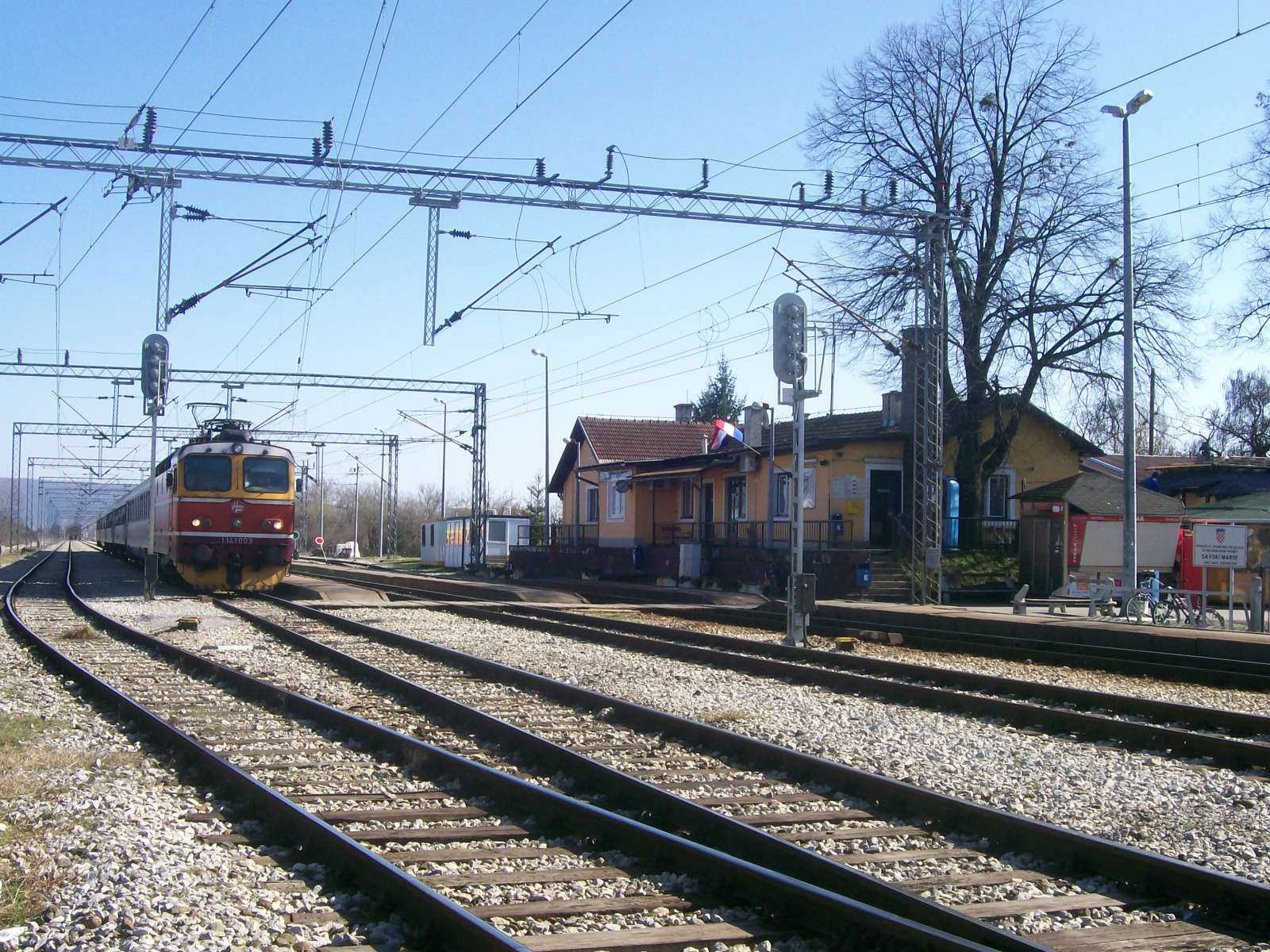
Järnvägsstationen i Savski Marof

Savski Marof är en liten tätort belägen vid slovenska gränsen i nordvästra Kroatien. Närmaste belägna stad är Zaprešić med ett avstånd på 17 km. Savski Marof hade 35 invånare år 2001.